# Karel Kašpar
Karel Boromejský Kašpar, né le 16 mai 1870 à Mirošov en royaume de Bohême et mort le 21 avril 1941 à Prague, est un  cardinal tchèque, créé par Pie XI.

## Biographie
Kašpar effectue son travail pastoral dans l'archdiocèse de Prague et y est chanoine. Il est élu évêque titulaire de Bethsaïde (de) et évêque auxiliaire de Hradec Králové (de) en 1920. Il est évêque de Hradec Králové en 1921. En 1931 il est promu à l'archidiocèse de Prague.
Il est créé cardinal par le pape Pie XI lors du consistoire du 16 décembre 1935. Kašpar participe au conclave de 1939, à l'issue duquel Pie XII est élu pape.